# SN 2014J
SN 2014J是一颗位于大熊座雪茄星系（M82）的Ia型超新星，发现于2014年，是四十年来爆发的距离地球最近的Ia型超新星。

## 发现
这颗超新星由伦敦大学学院教师史蒂夫·福西于1月21日晚在伦敦北部磨坊山的校天文台发现。当时他在教授4个本科学生（本·库克Ben Cooke，盖伊·波拉克Guy Pollack，马修·王尔德Matthew Wilde和托马斯·怀特Thomas Wright）使用一座0.35米（14英寸）望远镜。这一发现是偶然的，他后来说：“当时的天气并不好，眼看着云层越来越厚，于是我决定不再继续计划的天文课，而是给学生演示如何使用天文台的自动0.35米望远镜上的CCD相机。”
格林威治标准时间2014年1月21日19:20，福西和他的学生观察到获得的M82星系照片上有一个不寻常的亮点，他们比较了此星系之前的图片，并使用天文台的另一座望远镜观测，确认不是仪器误差造成的假象，而且在下午约7:40云层彻底遮蔽天空前确认了该对象的位置。此后，他们将发现报告给国际天文学联合会的中央天文电报局。经确认，这是一颗超新星，并命名为「SN 2014J」。2014年1月31日，「SN 2014J」亮度幅度達到10.5的峰值，停止增亮。